# Reginaldo I di Gheldria

Armi della contea di Gheldria dal 1276 al 1379

Reginaldo o Rinaldo di Gheldria (1255 circa – 1326) fu Conte di Gheldria e Conte di Zutphen, dal 1271 alla sua morte e Duca di Limburgo (sino al 1283, assieme alla prima moglie, Ermengarda, e poi da solo) dal 1279 al 1288.

## Origine
Reginaldo, come ci viene confermato dal Kronijk van Arent toe Bocop era il figlio maschio primogenito del Conte di Gheldria e di Zutphen, Ottone II e di Filippa di Dammartin, che, secondo la Chronica Albrici Monachi Trium Fontium, era figlia di Simone di Dammartin, conte d'Aumale e della moglie, Maria di Ponthieu, contessa del Ponthieu e di Montreuil, che, secondo il Roderici Toletani Archiepiscopi De Rebus Hispaniæ, era l'unica figlia del conte di Ponthieu, Guglielmo II e della moglie, Adele di Francia, contessa di Vexin, che era figlia del re di Francia, Luigi VII e della sua seconda moglie, Costanza di Castiglia, e sorellastra del re di Francia, Filippo II Augusto, come conferma anche la Chronica Albrici Monachi Trium Fontium.

Ottone II di Gheldria, ancora secondo il Kronijk van Arent toe Bocop era il figlio maschio primogenito del conte di Gheldria e conte di Zutphen, Gerardo III e della moglie, che, come da contratto di matrimonio, documento n° 414, datato 1206, del Oorkondenboek der Graafschappen Gelre en Zutfen tot op den Slag ..., Volume 1 era Margherita di Brabante (ca. 1192-1231), che, secondo la Genealogia Ducum Brabantiæ Heredum Franciæ, era figlia del Duca della Bassa Lorena (Lotaringia), duca di Lovanio e duca di Brabante, Enrico I e della moglie, Matilde di Lorena, figlia del Conte consorte di Boulogne, Matteo di Lorena e della Contessa di Boulogne, Maria, come ci viene confermato sia dalla Flandria Generosa (Continuatio Bruxellensis), che dal Gisleberti Chronicon Hanoniense

## Biografia
Nel 1271, alla morte del padre, Ottone II, sempre secondo il Kronijk van Arent toe Bocop, Reginaldo gli succedette nei titoli di Conte di Gheldria e Conte di Zutphen.
Secondo la Oude Kronik van Brabant (non consultata), nel 1276, Rinaldo sposò Ermengarda che, secondo la Histoire du Limbourg, vol IV: Codex diplomaticus Dalemensis. era l'unica figlia ed erede del Duca di Limburgo e Conte di Arlon, Valerano IV e della prima moglie (come confermato da vari documenti Giuditta di Cleves), Giuditta di Cleves, figlia del Conte di Kleve, Teodorico V e della sua seconda moglie, Edvige di Meissen e sorella del Conte di Kleve, Teodorico VI, come viene confermato dal documento n° 783 del Niederrheins Urkundenbuch, Band II, del 1283.
Valerano IV di Limburgo, come ci viene confermato dal documento n° CLII della Histoire du Limbourg, vol VI: Codex diplomaticus Valkenburgensis. era figlio del Conte consorte di Berg, Duca di Limburgo e Conte di Arlon, Enrico IV, e della Contessa di Berg, Ermengarda di Berg, figlia ed erede del Conte di Berg, Adolfo VI, come viene confermato dal Cæsarii Heisterbacensis Vita sancti Engelberti Archiepiscopi Colonie (non consultato), ed anche dal documento n° CLII della Histoire du Limbourg, vol VI: Codex diplomaticus Valkenburgensis., del 1237, inerente ad una donazione fatta da Enrico assieme alla sua matrigna, Ermesinda, fa riferimento ai genitori di Ermengarda: Adolfo (Adolfo VI di Berg) e Berta (Berta von Sayn).
Nel 1279, alla morte del suocero, Valerano IV, sua moglie, Ermengarda gli succedette nel titolo di duchessa di Limburgo, come conferma la Histoire du Limbourg, vol IV: Codex diplomaticus Dalemensis.; non si conosce la data esatta della morte di Valerano IV, ma sappiamo che avvenne nel corso del 1279, in quanto un documento del mese di ottobre di quell'anno, cita come duca di Limburgo, la figlia, la duchessa Ermengarda.
Secondo John Allyne Gade, nel suo Luxembourg in the Middle Ages (non consultato), nel 1279, dopo la morte di Valerano IV, il cugino di sua moglie, Ermengarda, il conte di Berg, Adolfo V, reclamò il ducato di Limburgo, in quanto discendente maschio più prossimo a Valerano IV, ma che, non potendo far valere con la forza questo diritto, lo cedette al Duca del Brabante e di Lorena, Giovanni I; di questo abbiamo conferma dal documento n° CCXLVII della Histoire du Limbourg, vol VI: Codex diplomaticus Valkenburgensis., in cui Adolfo di Berg, dopo la morte della duchessa Ermengarda, chiede al re di Germania, Rodolfo I d'Asburgo, di investire Giovanni di Brabante del titolo ducale, in quanto Adolfo lo aveva ceduto a Giovanni.
Sempre nel 1279, Rinaldo e la moglie, la duchessa Ermengarda, confermano i privilegi alla città di Duisburg, come ci viene confermato dal documento n° 738 del Niederrheins Urkundenbuch, Band II.
Comunque Ermengarda ed il marito, Rinaldo, ricevettero l'ufficiale investitura del ducato di Limburgo dal re di Germania, Rodolfo I d'Asburgo, come ci viene confermato dal documento n° CCXLV della Histoire du Limbourg, vol VI: Codex diplomaticus Valkenburgensis., datato 19 maggio 1282, in cui si concede a Rinaldo di succedere alla moglie, nel caso di un suo prematuro decesso.
La moglie di Reginaldo, Ermengarda morì poco dopo: la data è controversa, tra la seconda metà del 1282 e la prima metà del 1283, come ci informa la Histoire du Limbourg, vol IV: Codex diplomaticus Dalemensis.; comunque la duchessa era senz'altro morta il 18 luglio 1283, in quanto nel documento n° CCL della Histoire du Limbourg, vol VI: Codex diplomaticus Valkenburgensis., Rinaldo cita la moglie (Domina Irmengardis) defunta (bone memorie).
Ermengarda non lasciò eredi e fu tumulata nel convento di Grafenthal a Goch Gheldria.
A Ermengarda succedette il marito, Rinaldo, come si evince dai vari documenti della Histoire du Limbourg, vol VI: Codex diplomaticus Valkenburgensis., in cui Rinaldo si definisce, conte di Gheldria e duca di Limburgo.
Reginaldo continuò a governare il ducato di Limburgo, col beneplacito del re di Germania, Rodolfo I, ma Giovanni I di Brabante continuava a rivendicare il Limburgo; si richiese la mediazione del conte di Fiandra, Guido di Dampierre e del conte di Hainaut, Giovanni I, come ci comprovano i documenti CCLIX, CCLX e CCLXI della Histoire du Limbourg, vol VI: Codex diplomaticus Valkenburgensis., che non soddisfò  Giovanni I, che intraprese una vera e propria azione di conquista sul ducato di Limburgo. Seguirono cinque anni di guerre, concluse con la battaglia di Worringen (5 giugno 1288), dove Giovanni sconfisse Reginaldo e i suoi alleati. Giovanni aveva conquistato il Limburgo con la forza senza che Rodolfo I d'Asburgo osasse intervenire. Rinaldo venne fatto prigioniero e fu alla mercé di Giovanni, duca del Brabante.
Il 5 ottobre 1289 Reginaldo rinunciò formalmente al Limburgo, come da documento n° CCCII della Histoire du Limbourg, vol VI: Codex diplomaticus Valkenburgensis..
Rinaldo conservò il ducato di Gheldria e, negli anni seguenti ebbe incremento territoriale dal re di Germania, Rodolfo I d'Asburgo, che gli garantì buona parte della Frisia, come da documento, datato 29 luglio 1290 degli Acten betreffende Gelre en Zutphen e poi dall'imperatore, Arrigo VII, che gli garantì una parte della Batavia, come da documento, datato 19 settembre 1310 degli Acten betreffende Gelre en Zutphen.
Il 20 maggio 1301, Rinaldo (Reynaldus comes Gelrensis), assieme alla seconda moglie Margherita (domine Margarete comitissarum Gelrensium), fece una donazione all'abbazia di Graefenthal (cloester Grevendaell), in suffragio delle anime dei genitori, Ottone III (pater suo domino Ottone quondam comite Gelrensi) e Filippa (matris sue domine Philippe) e della prima moglie, Ermengarda (uxorum suarum domine Yrmegardis), come da documento degli Acten betreffende Gelre en Zutphen.
Nella guerra che vide contrapposti Federico d'Asburgo e Ludovico il Bavaro, per l'elezione a re di Germania, Rinaldo sostenne Federico.
Dal 1316, Rinaldo fu affiancato nel governo delle contee dal figlio, Rinaldo, che governò come Rinaldo figlio maggiore del conte di Gheldria (Reinaldus senior filius comitis Gelriensis), come si cita nel documento n° 168, datato 1316, del Gedenkwaardigheden uit de geschiedenis van Gelderland, che ebbe sempre più potere, come si può notare nel documento n° 183, datato 1319, sempre del Gedenkwaardigheden uit de geschiedenis van Gelderland, si cita Rinaldo signore figlio del conte di Gheldria (Reynaldus domini comitis Gelrensis filius).
Reginaldo morì nel 1326, come ci viene confermato dal Kronijk van Arent toe Bocop, e gli succedette il figlio primogenito, Rinaldo.
La morte di Rinaldo viene confermata da lettera n° 1309 del Rheinlande Vatikanischen, Band II di Papa Giovanni XXII alla vedova Margherita, datata 17 ottobre 1327.

## Matrimoni e discendenza
Rinaldo, dal primo matrimonio con Ermengarda, non ebbe discendenza.
Dopo essere rimasto vedovo di Ermengarda, nel 1290, sempre secondo il Kronijk van Arent toe Bocop, Rinaldo si risposò in seconde nozze con Margherita Dampierre o di Fiandra, che, sempre secondo il Kronijk van Arent toe Bocop, era figlia del Conte di Fiandra, Guido di Dampierre e della sua seconda moglie Isabella di Lussemburgo († 1298), figlia di Enrico IV di Lussemburgo e di Margherita de Bar; il documento n° CCLXIX, datato 21 aprile 1286 della Histoire du Limbourg, vol VI: Codex diplomaticus Valkenburgensis., attesta il contratto di matrimonio di Rinaldo con Margherita, figlia di Guido di Dampierre e di Isabella di Lussemburgo; lo stesso documento ci informa che anche Margherita è al suo secondo matrimonio, essendo vedova di Alessandro di Scozia, († 1284), principe di Scozia, figlio di Alessandro III di Scozia.

Rinaldo da Margherita ebbe sei figli:
- Rinaldo[12] (circa 1295; † 1343), Conte di Gheldria e Conte di Zutphen[39]
- Guido[12] († circa 1315)
- Filippo[12] († giovane)
- Elisabetta[12] (1299 † 1354), Badessa di Santa Clara a Colonia, citata nel documento n° 183 del Gedenkwaardigheden uit de Geschiedenis van Gelderland (Arnhem), Eeerste Deel[47];
- Filippa († 1352), Suora di Santa Clara a Colonia, citata nel documento n° 183 del Gedenkwaardigheden uit de Geschiedenis van Gelderland (Arnhem), Eeerste Deel[47];
- Margherita (circa 1290; † 1331),  che sposò Teodorico VII, conte di Clèves, come da documento n° 201 del Gedenkwaardigheden uit de Geschiedenis van Gelderland (Arnhem), Eeerste Deel[48].

## Ascendenza
|                         |                          |                          | Genitori                |  |  | Nonni |  |  | Bisnonni             |  |  | Trisnonni            |  |
|                         |                          |                          |                         |  |  |       |  |  | Ottone I di Gheldria |  |  | Enrico I di Gheldria |  |
|                         |                          |                          |                         |  |  |       |  |  | Ottone I di Gheldria |  |  | Enrico I di Gheldria |  |
|                         |                          | Agnese d'Arnstein        |                         |  |  |       |  |  | Ottone I di Gheldria |  |  |                      |  |
| Gerardo III di Gheldria |                          |                          |                         |  |  |       |  |  | Ottone I di Gheldria |  |  |                      |  |
|                         |                          | Riccarda di Baviera      | Ottone I di Baviera     |  |  |       |  |  |                      |  |  |                      |  |
|                         |                          | Riccarda di Baviera      | Ottone I di Baviera     |  |  |       |  |  |                      |  |  |                      |  |
|                         |                          | Riccarda di Baviera      | Agnese di Looz          |  |  |       |  |  |                      |  |  |                      |  |
| Ottone II di Gheldria   |                          | Riccarda di Baviera      |                         |  |  |       |  |  |                      |  |  |                      |  |
|                         |                          | Enrico I di Brabante     | Goffredo III di Lovanio |  |  |       |  |  |                      |  |  |                      |  |
|                         |                          | Enrico I di Brabante     | Goffredo III di Lovanio |  |  |       |  |  |                      |  |  |                      |  |
|                         |                          | Enrico I di Brabante     | Margherita di Limburgo  |  |  |       |  |  |                      |  |  |                      |  |
| Margherita di Brabante  |                          | Enrico I di Brabante     |                         |  |  |       |  |  |                      |  |  |                      |  |
|                         |                          | Maria di Boulogne        | Stefano di Blois        |  |  |       |  |  |                      |  |  |                      |  |
|                         |                          | Maria di Boulogne        | Stefano di Blois        |  |  |       |  |  |                      |  |  |                      |  |
|                         |                          | Maria di Boulogne        | Matilde di Boulogne     |  |  |       |  |  |                      |  |  |                      |  |
| Reginaldo I di Gheldria |                          | Maria di Boulogne        |                         |  |  |       |  |  |                      |  |  |                      |  |
|                         | Alberico II di Dammartin | Alberico I di Dammartin  |                         |  |  |       |  |  |                      |  |  |                      |  |
|                         | Alberico II di Dammartin | Alberico I di Dammartin  |                         |  |  |       |  |  |                      |  |  |                      |  |
|                         | Alberico II di Dammartin | …                        |                         |  |  |       |  |  |                      |  |  |                      |  |
| Simone di Dammartin     | Alberico II di Dammartin |                          |                         |  |  |       |  |  |                      |  |  |                      |  |
|                         |                          | Matilde di Clermont      | Rinaldo di Clermont     |  |  |       |  |  |                      |  |  |                      |  |
|                         |                          | Matilde di Clermont      | Rinaldo di Clermont     |  |  |       |  |  |                      |  |  |                      |  |
|                         |                          | Matilde di Clermont      | Clemenza di Bar         |  |  |       |  |  |                      |  |  |                      |  |
| Filippa di Dammartin    |                          | Matilde di Clermont      |                         |  |  |       |  |  |                      |  |  |                      |  |
|                         |                          | Guglielmo II di Ponthieu | Giovanni I di Ponthieu  |  |  |       |  |  |                      |  |  |                      |  |
|                         |                          | Guglielmo II di Ponthieu | Giovanni I di Ponthieu  |  |  |       |  |  |                      |  |  |                      |  |
|                         |                          | Guglielmo II di Ponthieu | Beatrice di Saint-Pol   |  |  |       |  |  |                      |  |  |                      |  |
| Maria di Ponthieu       |                          | Guglielmo II di Ponthieu |                         |  |  |       |  |  |                      |  |  |                      |  |
|                         |                          | Adele di Francia         | Luigi VII di Francia    |  |  |       |  |  |                      |  |  |                      |  |
|                         |                          | Adele di Francia         | Luigi VII di Francia    |  |  |       |  |  |                      |  |  |                      |  |
|                         |                          | Adele di Francia         | Costanza di Castiglia   |  |  |       |  |  |                      |  |  |                      |  |
|                         |                          | Adele di Francia         |                         |  |  |       |  |  |                      |  |  |                      |  |

### Letteratura storiografica
- P.J. Blok, "Germania 1273 1313", cap. VIII, vol. VI (Declino dell'impero e del papato e sviluppo degli stati nazionali) della Storia del mondo medievale, 1999, pp. 332–371
- W.T. Wuaugh, "Germania Ludovico il Bavaro", cap. IX, vol. VI (Declino dell'impero e del papato e sviluppo degli stati nazionali) della Storia del mondo medievale, 1999, pp. 372–400
- Henry Pirenne, "I Paesi Bassi", cap. XII, vol. VII (L'autunno del Medioevo e la nascita del mondo moderno) della Storia del Mondo Medievale, 1999, pp. 411–444.
- (LA)  Histoire du Limbourg, vol VI: Codex diplomaticus Valkenburgensis.
- (FR)  Histoire du Limbourg, vol IV: Codex diplomaticus Dalemensis.
- (NL)  Kronijk van Arent toe Bocop.